# ナスフ体

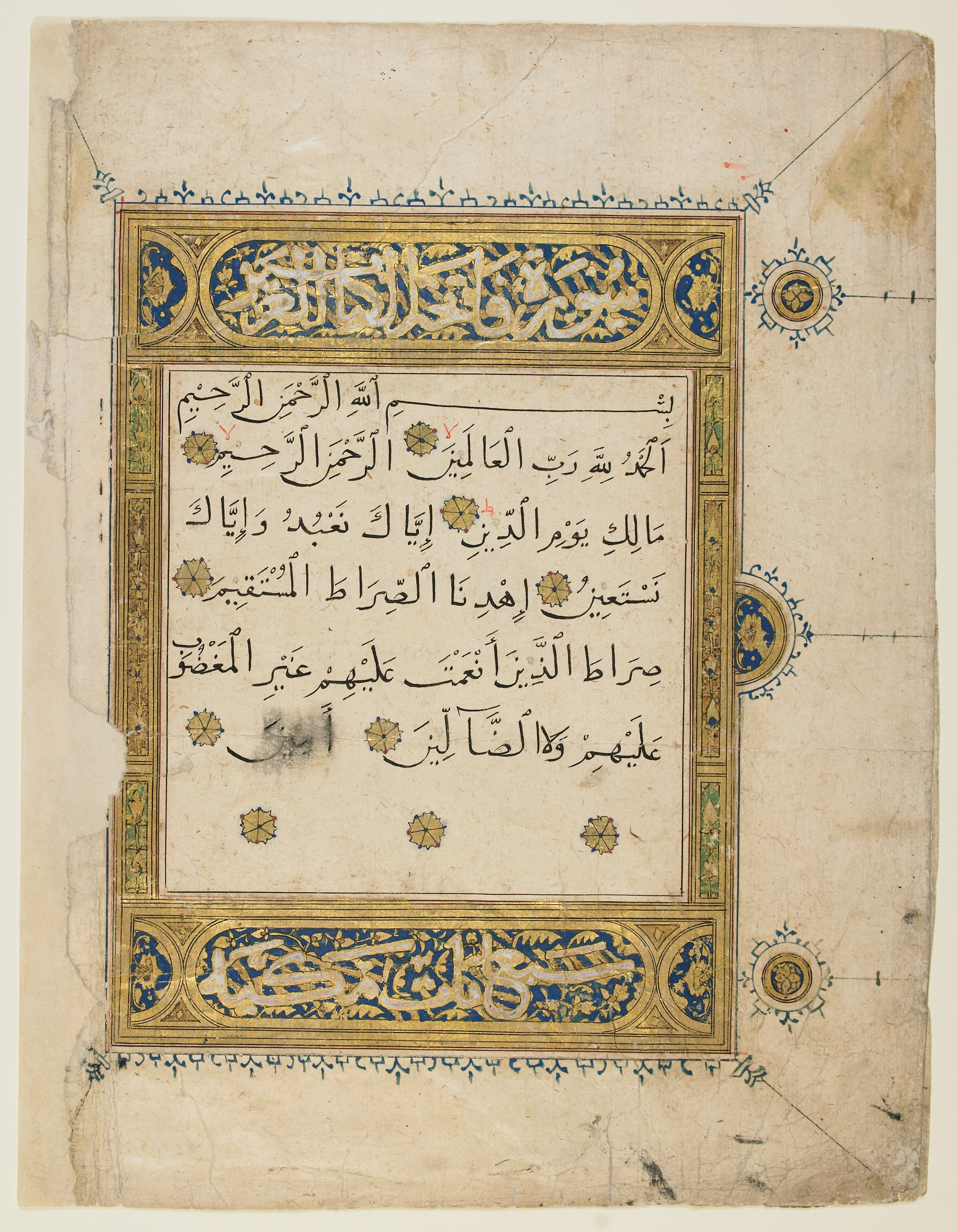
ナスフ体で書かれた文字

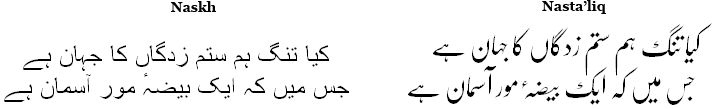
ナスフ体とナスタアリーク体の比較

ナスフ体（ナスフたい、Naskh、アラビア語: نسخ nasḫ / nasḵ、ナスヒーもしくはトルコ語名のネシフと呼ばれることもある）はアラビア語を記す際に使用されるアラビア文字の書体である。ナスフ体は10世紀初頭にアッバース朝の大臣を務めたイブン・ムクラ（ペルシア語: ابن مقلهٔ شیرازی）により開発されたと考えられている。ナスフ体という名称はアラビア語で転写を意味する語の語根「ナサハ」（nasakh-a、نسخ）より採られていると考えられている。ナスフ体はクーフィー体に代わる書体として登場した、もしくは文章をより早く転写するために生まれたとされる。ナスフ体は文字装飾が小さいという特徴を持っており、アラビア語、ペルシア語、パシュトー語、シンド語で書かれた文章を印刷する際に一般的に用いられている。
ナスフ体はスルス体から派生して生まれた書体であり、より小さく優美な書体を求める過程で導入された。ナスフ体は細いペンを使用して文字を書く際、書籍作成に使用する目的に非常に適った書体であった。ナスフ体はクルアーンやハディース（イスラム教の慣行）を写本する際に使用されていた。ナスフ体はクルアーンの解釈 (タフスィール)や詩集 (ディーワーン）の註釈にも使用されていた。ナスフ体は現代でも幅広い用途で使用されている書体である。
ナスフ体はタアリーク体とともに、ナスタアリーク体誕生の基礎となった書体として有名である。ナスタアリーク体はウルドゥー語、ペルシア語、パンジャーブ語、カシミール語で使用されている他、パシュトー語やウイグル語でも使用されることがある。
コンピュータでは一般的にナスフ体もしくはナスフ体様書体が使用されている。以下に例を上げる。بسم الله الرحمن الرحيم（バスマラ）